# Warner TV (España)
Warner TV es un canal de televisión por suscripción español de origen estadounidense dedicado a series de televisión y a cine apto para todo público. Inició sus emisiones en España el 1 de mayo de 2007 como TNT, entonces canal exclusivo de la plataforma Digital+ (actualmente Movistar Plus+), aunque actualmente está disponible en múltiples plataformas de pago. El 20 de septiembre de 2011, lanzó su variante en alta definición, mientras que el 14 de abril de 2023 modificó su nombre al actual de Warner TV.

## Programación

### Series
- Así somos[7]
- Big Bang
- Black-ish[8]
- ¡Cámara y acción![7]
- Chicago Med[9]
- Crónicas Vampíricas
- Dame un respiro[7]
- Dawson crece[7]
- Doctor en Alaska[7]
- Dos hombres y medio
- El Mentalista
- Falling Skies
- FBI (serie de televisión)[10]
- Friday Night Lights (serie de televisión)
- Kung Fu (serie de televisión de 2021)[11]
- La Guerra en Casa
- Las niñas Kidz Bop
- Loco por ti[7]
- Lo que me gusta de ti
- Lucifer (serie de televisión)[12]
- Major Crimes
- Miracle Workers[13]
- Mom (serie de televisión)
- Prodigal Son[14]
- Raised by Wolves (serie de televisión)[15]
- Samantha ¿qué?
- Sigue Soñando[7]
- The Flash (serie de televisión de 2014)[16]
- The Office
- The Rookie (serie de televisión)
- The Wire
- V (serie de TV de 2009)
- Vikings (serie de televisión)[17]
- Vota/Vamos Juan

#### Adult Swim en Warner TV
- Aqua Teen Hunger Force
- Arroz pasado
- Close Enough
- El show de Ricky Gervais
- Final Space
- Frisky Dingo
- Harvey Birdman
- La familia Goode
- Lucy, la hija del diablo
- Metalocalipsis
- Robot Chicken
- Squidbillies
- Rick y Morty
- Samurai Jack (5ª temporada)

## Producción propia

### Series de televisión
| Serie                | Inicio                  | Final                   | Temporadas                 | Estado            |
| -------------------- | ----------------------- | ----------------------- | -------------------------- | ----------------- |
| Todas las mujeres    | 10 de octubre de 2010   | 14 de noviembre de 2010 | 1 temporada, 6 episodios   | Finalizada        |
| Zombis               | 28 de enero de 2011     | 22 de julio de 2011     | 2 temporadas, 34 episodios | Finalizada        |
| Vota Juan            | 25 de enero de 2019     | 15 de febrero de 2019   | 1 temporada, 8 episodios   | Finalizada        |
| Vamos Juan           | 29 de marzo de 2020     | 29 de marzo de 2020     | 1 temporada, 7 episodios   | Finalizada        |
| Maricón perdido      | 18 de junio de 2021     | 25 de junio de 2021     | 1 temporada, 6 episodios   | Finalizada        |
| No me gusta conducir | 25 de noviembre de 2022 | 9 de diciembre de 2022  | 1 temporada, 6 episodios   | Pendiente Estreno |
| El gran sarao        | 15 de diciembre de 2022 | 22 de diciembre de 2022 | 1 temporada, 4 episodios   | Pendiente Estreno |

### Programas de televisión
| Programa  | Inicio              | Final    | Temporadas                 | Estado            |
| --------- | ------------------- | -------- | -------------------------- | ----------------- |
| Road Trip | 26 de enero de 2020 | presente | 2 temporadas, ¿? programas | Renovada hasta 2ª |

## Otras
« Puede ver muy triste el canal TNT »